# Pipersgatan

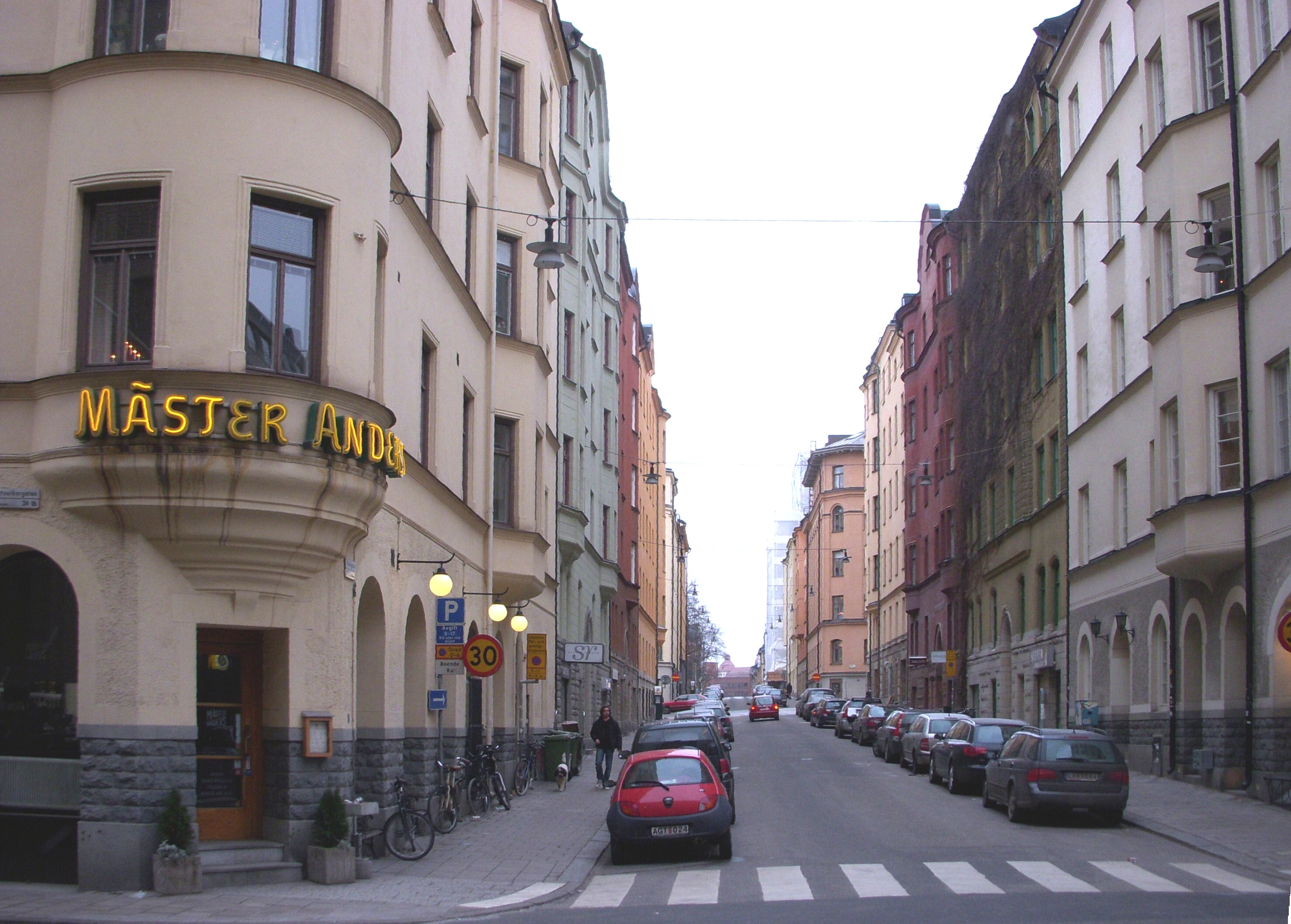
Pipersgatan vid Hantverkargaten, vy mot norr, december 2008.

Pipersgatan är en gata i stadsdelen Kungsholmen i Stockholm. Gatan sträcker sig från Hantverkargatan i söder förbi Bergsgatan, Kungsholmsgatan och Fleminggatan, in mellan byggnaderna för Tekniska nämndhuset och slutar i en återvändsgata strax innan Barnhusviken.
Namnet Pipersgatan fastställdes vid Stockholms stora gatunamnrevision år 1885, som då ersatte det tidigare namnet Pipers gränd. År 1819 kallades gatan Piperska Trädgårdsgränden, vilket härrör från den så kallade Piperska trädgården som fanns längs gatans västra sida i kvarteret Piperska muren. Trädgården anlades av dåvarande kanslirådet Carl Piper. Hans hustru grevinnan Christina Piper fullbordade arbetet och lät även uppföra den höga stenmuren, Piperska muren,  som gav kvarteret sitt namn. Muren revs 1839.
På Pipersgatan inträffande den så kallade Flyborgska smällen eller Piperska smällen, mordet på direktör Sixten Flyborg (1892–1926) natten till den 12 mars 1926 på krönet framför nummer 14. Mordet utfördes med hjälp av en dynamitladdning, som två attentatsmän hade fäst på en droskbil, som direktör Flyborg hade beställt fram. 

## Verksamheter
- På Pipersgatan 1 återfinns den anrika restaurangen Mäster Anders.
- På Pipersgatan 27 låg Rügheimer & Beckers stråhattfabrik.

## Pipersgatan 21 augusti 2024

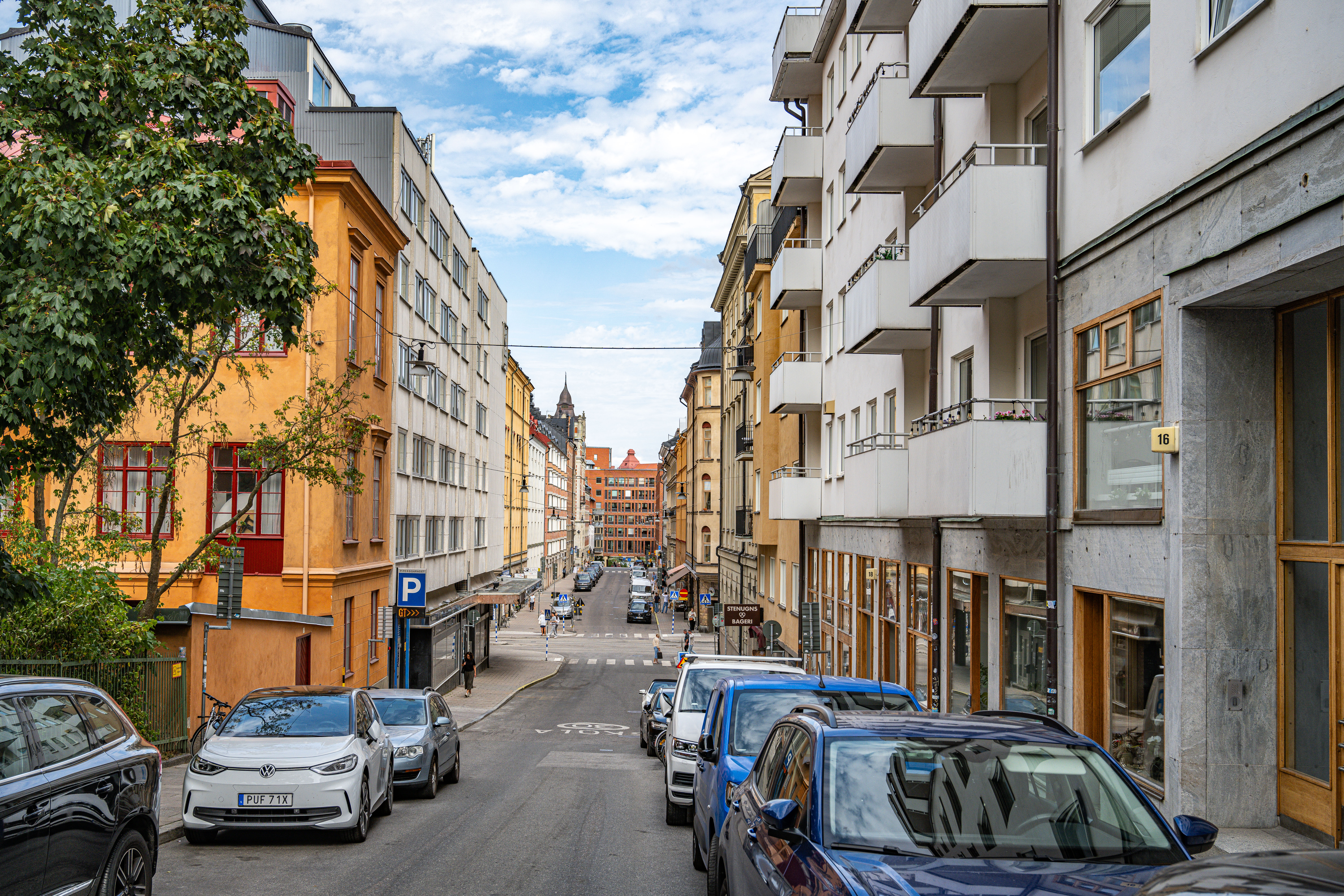
Norrut från Kungsklippan.
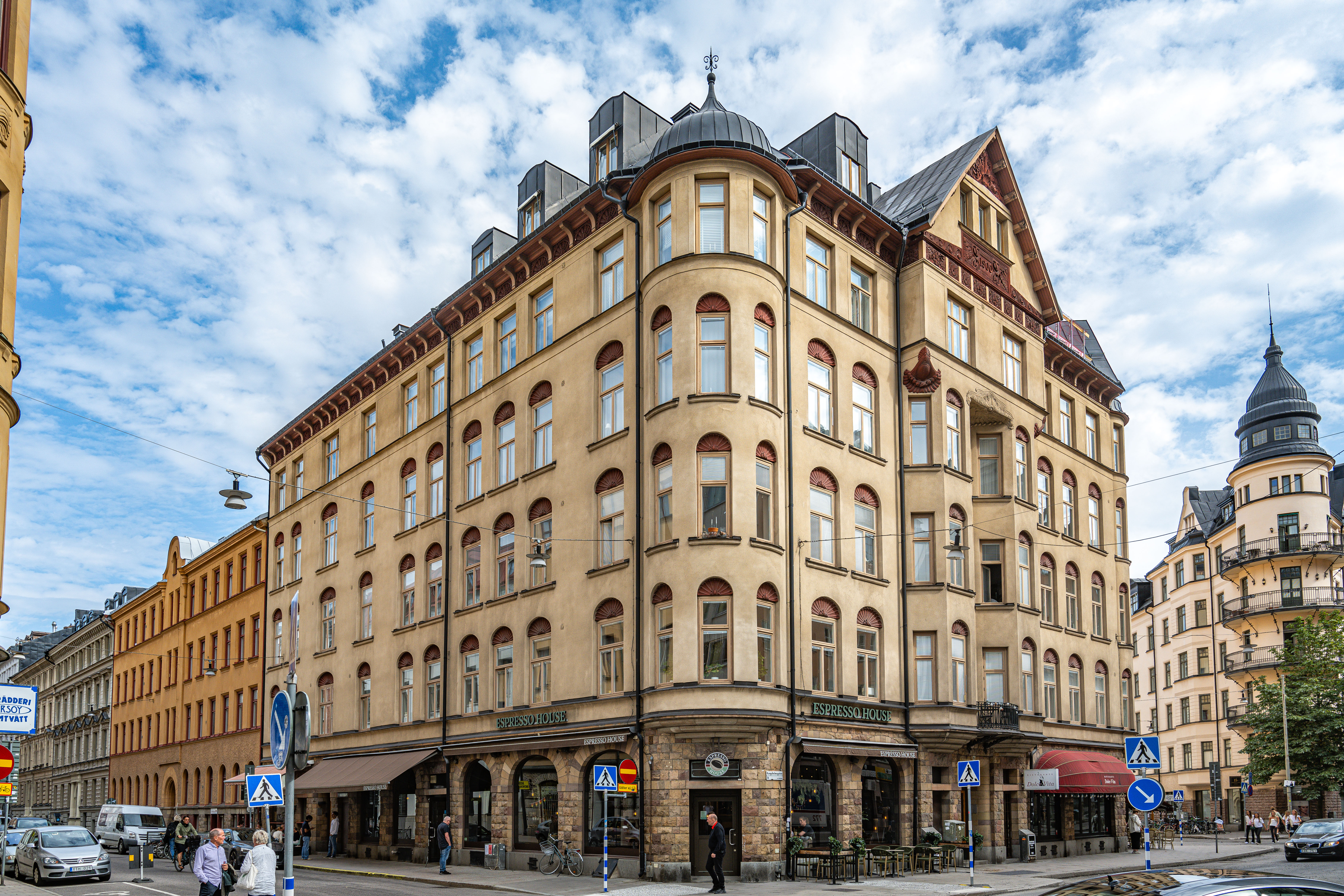
Kvarteret Härolden, Pipersgatan åt vänster.
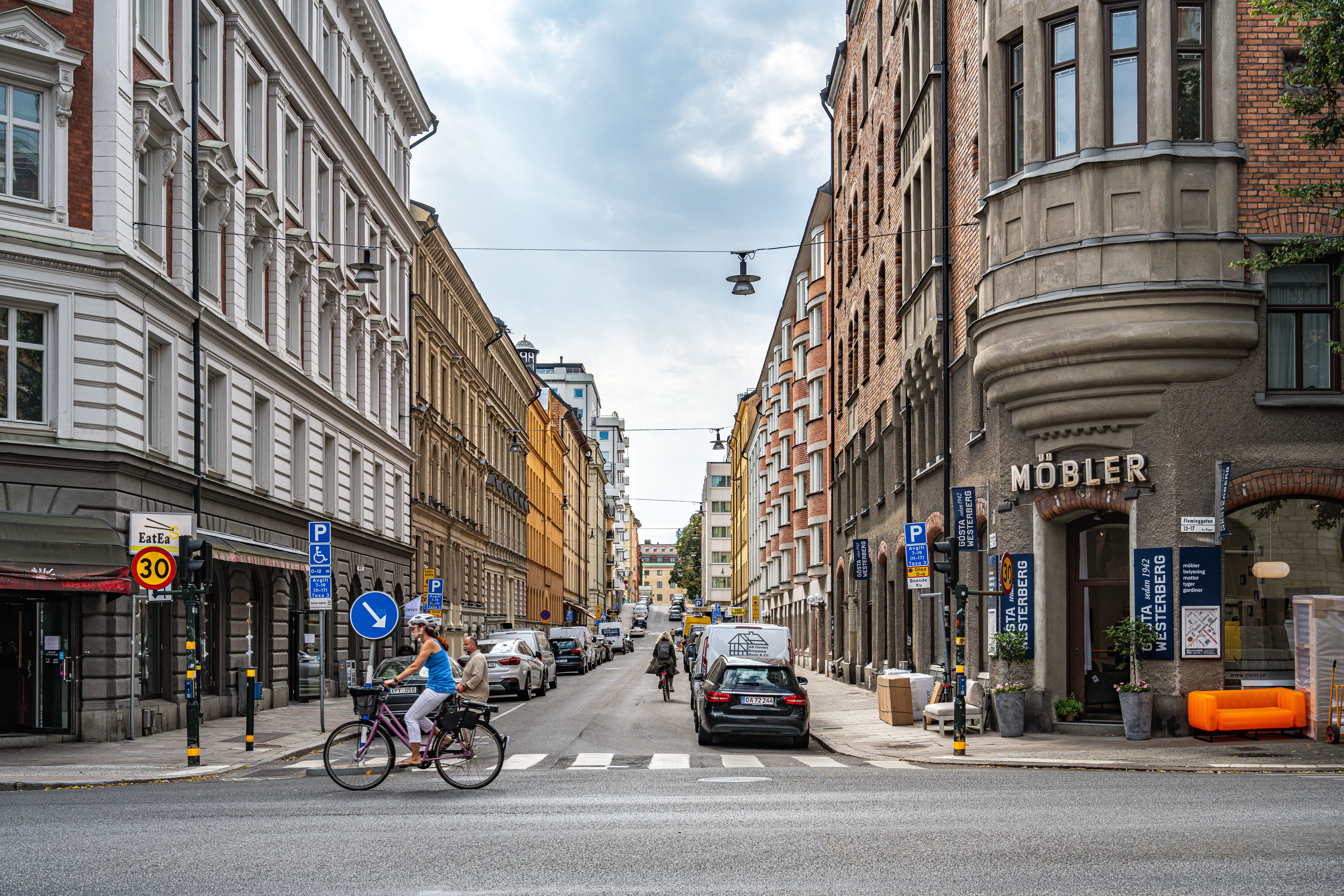
Söderut från Fleminggatan.
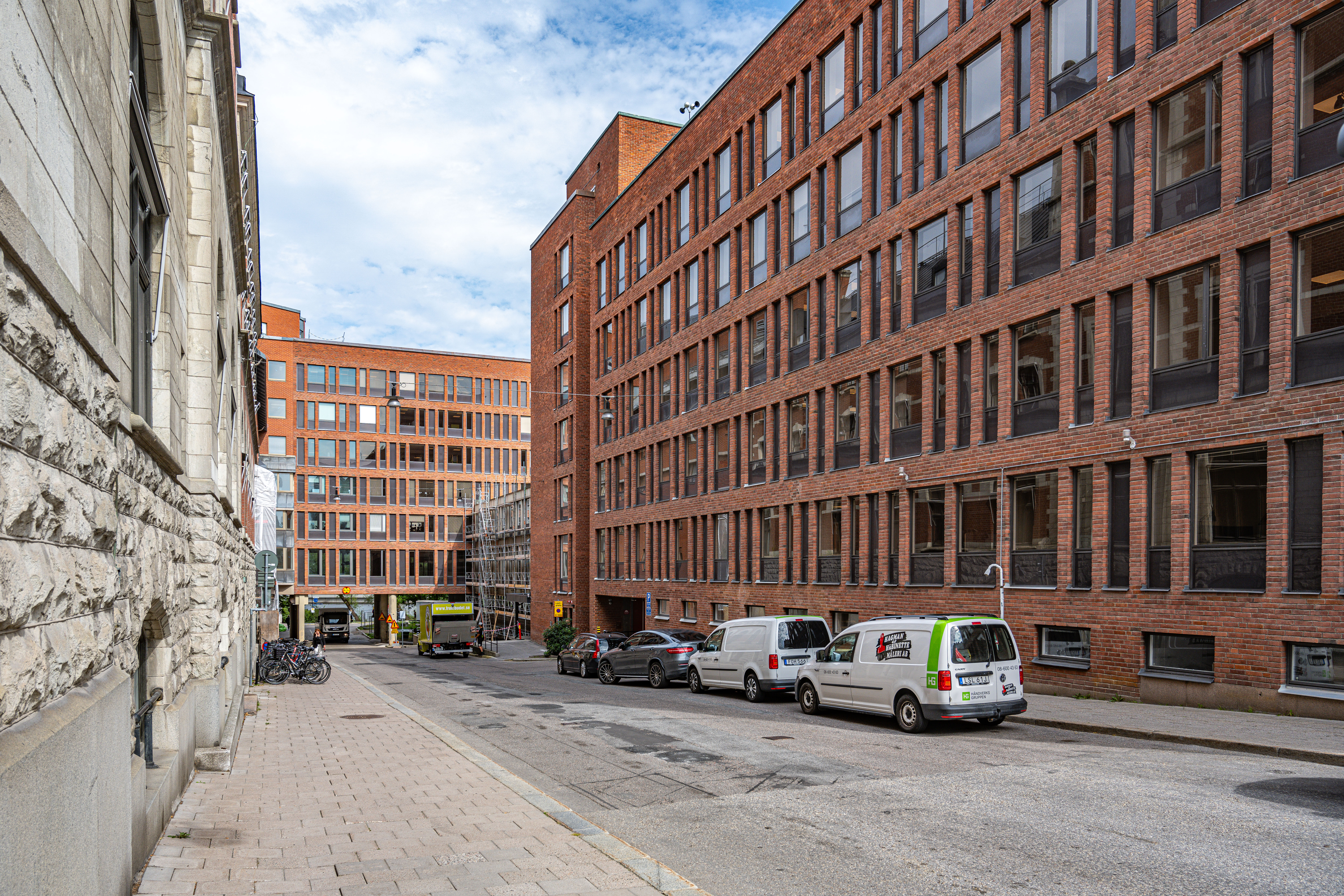
Norra ändan vid Tekniska nämndhuset.